# Eisenhuthummel
Die Eisenhuthummel (Bombus gerstaeckeri, Syn. Megabombus gerstaeckeri) ist eine Hummelart, die fast ausschließlich den Eisenhut befliegt. Sie wurde 1881 von Morawitz zum ersten Mal dokumentiert.

## Merkmale
Die Eisenhuthummel hat einen schwarzen, auffallend langen Kopf mit einem sehr langen Rüssel und einen gelblichgrauen Thorax. Der Hinterleib ist am 1. Tergit ebenfalls gelblichgrau, am 2. und 3. schwarz und der 4. bis 6. ist weißlich. Die Königin wird 20–26 mm groß, die Drohnen 16–18 mm und die Arbeiterinnen 15–17 mm lang.
Sie nistet in unterirdischen Mäusenestern, seltener auch in Felsspalten, wo sie Nester mit ungefähr 100 Individuen erbaut. Megabombus gerstaeckeri ist ein Pocketmaker und ist deutlich struppiger behaart als viele andere Hummelarten.

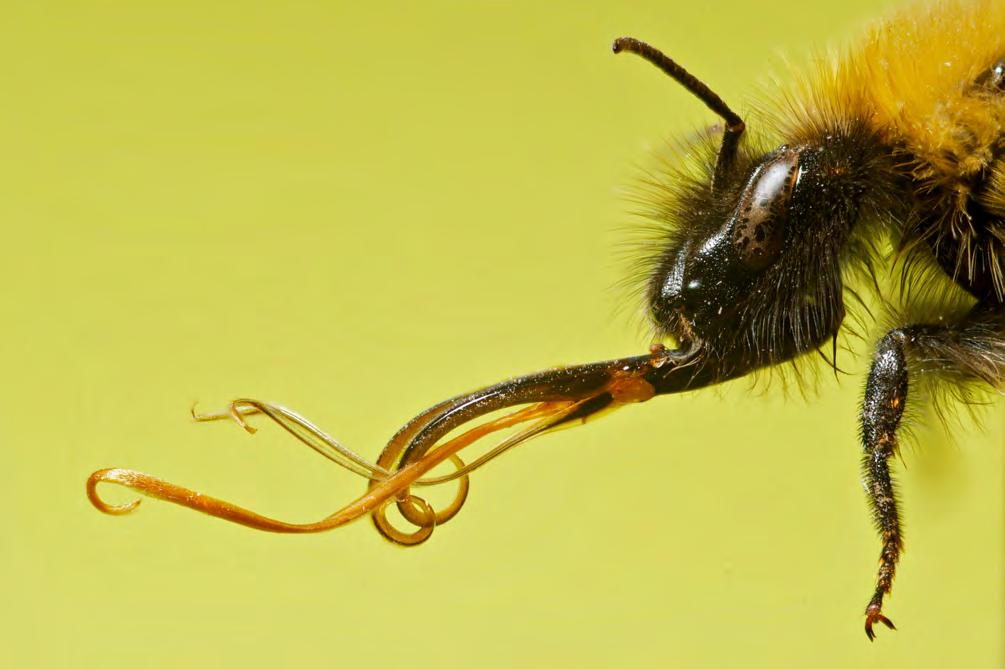
Rüssel der Eisenhuthummel

## Vorkommen
Die Königinnen suchen nach Nestern von Anfang Juni bis Anfang September, Arbeiterinnen und Drohnen fliegen von Mitte Juli bis Ende Oktober in den Alpen, den Pyrenäen und auf dem Balkangebirge zwischen 800 und 2500 m Höhe in der Nähe von Eisenhut.

## Nahrung
Da die Eisenhuthummel vollständig auf den Wolfs-Eisenhut und den Blauen Eisenhut angewiesen ist, zählt sie zu den Oligolektikern (Pollenspezialisten). Warum diese Spezialisierung stattgefunden hat, ist unbekannt. 

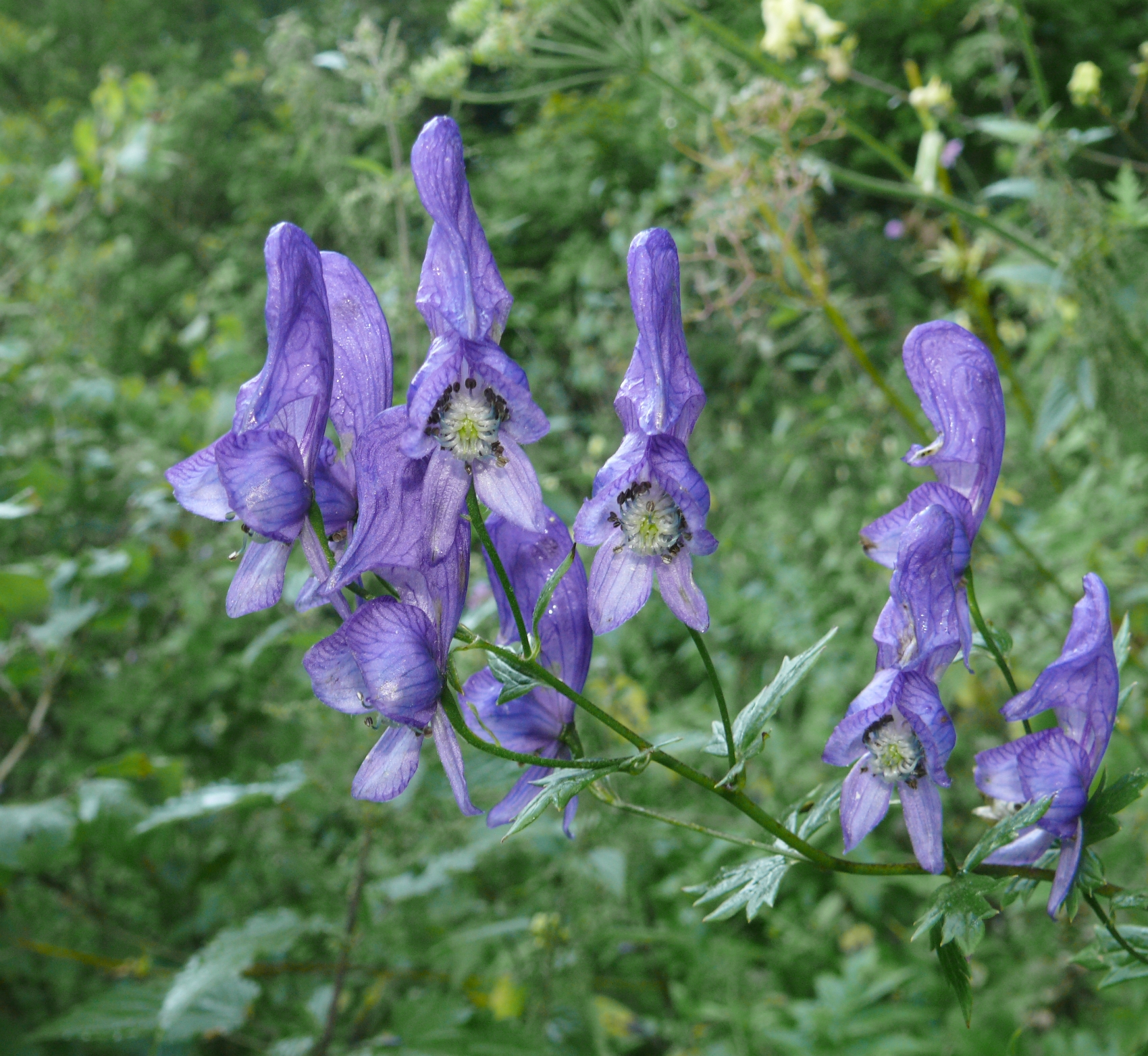
Blauer Eisenhut (Aconitum variegatum)